# Федюк Назар Андрійович
Назар Андрійович Федюк (нар. 1992) — молодий український скрипаль.

## Біографія
Назар почав своє навчання у місті Стрию в п'ятирічному віці у класі викладача Лесі Миколаївни Огурцової. Згодом, у 2004, він продовжив навчатися у Львівській середній спеціалізованій музичній школі-інтернаті ім. Соломії Крушельницької у класі викладача Володимири Шургот. В 2010 вступив у Львівську Національну музичну академію імені Миколи Лисенка, де продовжує навчання у класі професора Володимира Заранського.
Він став лауреатом багатьох конкурсів скрипкового мистецтва, серед яких I премія на міжнародному конкурсі ім. А. Домбровскі (Рига, Латвія, 2011) I конкурс Олега Криси у Львові (2013), III премія на національному конкурсі скрипалів у Львові. Лауреат I премії міжнародного конкурсу ім. Ф. Телемана (Познань, Польща, 2008) і володар спеціальних призів фонду Анрі Марто (м. Ліхтенберг, Німеччина, 2008) та Всесвітнього товариства Ріхарда Вагнера (м. Байройт, Німеччина, 2008), Лауреат III премії конкурсу ім. М. Єльського (Мінськ, 2007 р.), Лауреат III премії на конкурсі «Таланти Європи — 2007» (Дольний Кубін, Словаччина), Лауреат III премії II Міжнародного конкурсу ім. Г. Ернста і К. Шимановського, Лауреат I премії XII конкурсу М. Стріхаржа (Львів, 2006 р.), Лауреат I премії й Гран-прі конкурсу «Синій птах» (Сімферополь, 2009).
Назар Федюк брав участь у майстер-класах таких відомих музикантів як Захар Брон, Олег Криса, Ірина Бочкова, Сергій Кравченко, Бартош Брила, Ігор Озім, Ювал Вальдман, Міхаель Стріхарж, Петру Мунтяну й Роман Ласоцкі.
Часто виступає із сольними концертами в Україні та за її межами. Виступає з Національним оркестром Латвії, Київською Камератою, Академічним Симфонічним оркестром Львівської філармонії, камерним оркестром «Віртуози Львова» і Симфонічним оркестром Закарпатської філармонії.
Грає на скрипках відомого чеського майстра Альфонса-Франціска Ваври і українського майстра Мирослава Пуцентели.